# Malawi Broadcasting Corporation
Malawi Broadcasting Corporation, també coneguda per l'acrònim MBC, és la corporació de radiodifusió pública de Malawi. Emet des de la capital Blantyre en anglés.

## Història

### Època colonial
La ràdio es va introduir a Malawi (en aquell moment, la colònia britànica de Nyasalàndia) el 1941, quan el Departament d'Informació del govern de la veïna Rhodèsia del Nord, una altra colònia britànica, va instal·lar un transmissor de 300 watts a la seua capital, Lusaka, per a donar servei a tota la població de la regió de Rhodèsia. Radio Lusaka era en anglés com en llengües africanes locals. Com que Rhodèsia del Nord no podia permetre's un servei tan especialitzat per si sola, l'administració de Rhodèsia del Sud i Nyasalàndia van acordar compartir els costos, mentre que el govern britànic va acceptar proporcionar el capital de la societat; per això, es va crear l'Emissora Central Africana (CABS).
El 1953 el Regne Unit va crear la Federació Rhodèsia i Nyasalàndia amb Salisbury (actual Harare, Zimbàbue) com a capital; el Servei de Radiodifusió de Rhodèsia del Sud, que operava a Rhodèsia del Sud per als oients europeus, va ser rebatejat com a «Servei Federal de Radiodifusió» (FBS).
El 1958 el FBS i la CABS van formar la Federal Broadcasting Corporation (FBC).

### Des de la independència fins hui
L'any 1964 una sèrie de desacords entre els tres territoris constitutius de la federació van portar a la seua dissolució, després de la qual Nyasalàndia i Rhodèsia del Nord van aconseguir la independència. En conseqüència, l'activitat de l'FBC com a empresa federal va cessar i cadascun dels tres territoris va establir la seua pròpia companyia de radiodifusió independent. És ací quan es crea la Malawi Broadcasting Corporation (MBC) a Malawi.

La televisió va obrir el seu primer canal, TVM, l'any 1999, emetent immediatament tant per terra com per satèl·lit.

## Serveis

### Televisió
| Nom      | Seu      | Tipus       | Llançament | Llengua |
| -------- | -------- | ----------- | ---------- | ------- |
| MBC TV 1 | Blantyre | generalista | 1999       | anglés  |
| MBC 2    |          |             |            |         |

### Ràdio
| Nom           | Seu      | Tipus       | Llançament | Llengua |
| ------------- | -------- | ----------- | ---------- | ------- |
| MBC Radio One | Blantyre | generalista | 1941       | anglés  |
| MBC Radio Two | Blantyre | generalista |            | anglés  |

## Recepció

### Terrestre
Malawi Broadcasting Corporation emet per televisió en l'estàndard DVB-T HD i per ràdio en AM i FM.

### Satèl·lit[12]
| Satèl·lit       | Intelsat 20                          | Express AMU1                         | Eutelsat 7C                          | SES 5                                | Astra 4A                             | Rascom QAF 1R                        |
| Posició orbital | 68,5° O                              | 36,1° O                              | 7,0° E                               | 5,0° E                               | 4,8° E                               | 2,8° E                               |
| Canals          | MBC TV, MBC Radio One, MBC Radio Two | MBC TV, MBC Radio One, MBC Radio Two | MBC TV, MBC Radio One, MBC Radio Two | MBC TV, MBC Radio One, MBC Radio Two | MBC TV, MBC Radio One, MBC Radio Two | MBC TV, MBC Radio One, MBC Radio Two |
| Freqüència      | 11594 H                              | 12265 V                              | 11106 V                              | 11804H                               | 12621 V                              | 11403 V                              |
| SR              | 30000                                | 31420                                | 45000                                | 27500                                | 3660                                 | 18300                                |
| FEC             | 5/6                                  | 3/4                                  | 5/6                                  | 3/4                                  | 2/3                                  | 3/4                                  |
| Modulació       |                                      | 16 APSK                              | QPSK                                 | QPSK                                 |                                      | 8PSK                                 |